# Hinjärv
Hinjärv, eller Hinjärvs träsk är en sjö i kommunerna Närpes och Korsnäs i landskapet Österbotten i Finland. Den ligger väster om Närpes och öster om Korsnäs, ganska precis på gränsen mellan orterna.. Sjön ligger 17,2 meter över havet. Arean är 7,86 kvadratkilometer och strandlinjen är 35,4 kilometer lång. Sjön  ingår i Bottenhavets kustområde.   Den ligger omkring 44 kilometer söder om Vasa och omkring 340 kilometer nordväst om Helsingfors. I omgivningarna runt Hinjärv växer i huvudsak blandskog.
Hinjärv är den största natursjön i Österbottens kustområde. Sjöns vattennivå regleras sedan 1967. Under vintern sänks vattennivån, för att begränsa vårfloden. Sjön ligger 10 kilometer från havet och är en grund och humushaltig sjö. Strandskogen består av bland annat klibbal, brakved och asp.
Vid sjön finns ett Natura 2000-område avsatt (FI0800059).
I sjön finns bland annat öarna:
- Storön
- Giftarsöarna
- Rörgrynnor
- Basuln
- Tallgrynnan
- Långracklet
- Lärarsgrynnorna
- Aligrynnan